# Le Château hanté
Le Chateau hanté este un film mut color din 1897 regizat și cu Georges Méliès în rol principal.
Apare cu numărul 96 în catalogul Star Film Company, cu titlul englezesc „The Devil's Castle”.